# Heimtali
Heimtali (deutsch Heimthal) ist ein Dorf (estnisch küla) im estnischen Kreis Viljandi. Es gehört zur Landgemeinde Pärsti. Heimtali hat 231 Einwohner (Stand 2006).

## Gutshaus Heimtali
Das Gutshaus von Heimtali gehörte ursprünglich zur Ordensburg von Karksi. Es wurde 1528 unter dem Namen Linsen erstmals urkundlich erwähnt. Später hieß der Ort Kurwitz und Agende. 1793 benannte der Eigentümer des Guts, der deutschbaltische Adlige Peter Reinhold von Sivers, den Ort nach seiner früh verstorbenen Liebe Luise Heimenthal um in Heimtali.
Das heutige Gutsensemble mit dem klassizistischen Haupthaus stammt aus dem 19. Jahrhundert. Darin befindet sich seit 1932 eine Schule. Sie wird von einem 37 Hektar großen Park umgeben. In einem Nebengebäude befindet sich eine der bekanntesten Zuchten für Sportpferde in Estland.
Sehenswert sind in Heimtali das kulturgeschichtliche Museum der Textilkünstlerin Anu Raud sowie die Schnapsbrennerei in der 1832 erbauten ehemaligen Meierei des Gutshauses (heute auch Konferenzräume).

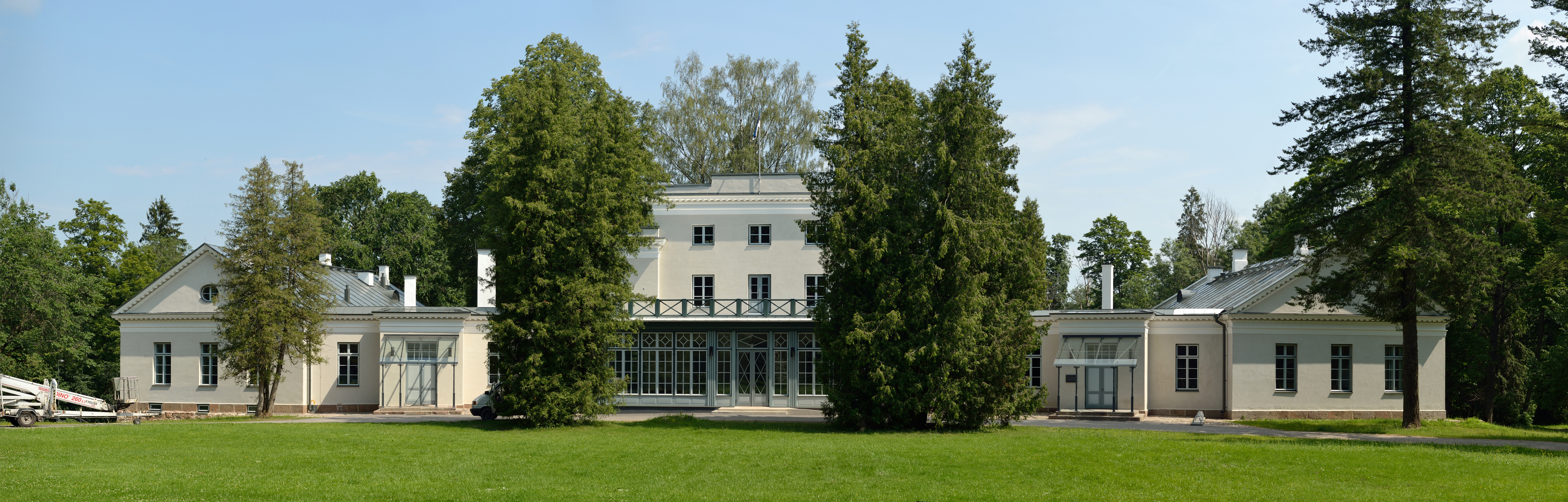
Gutshaus
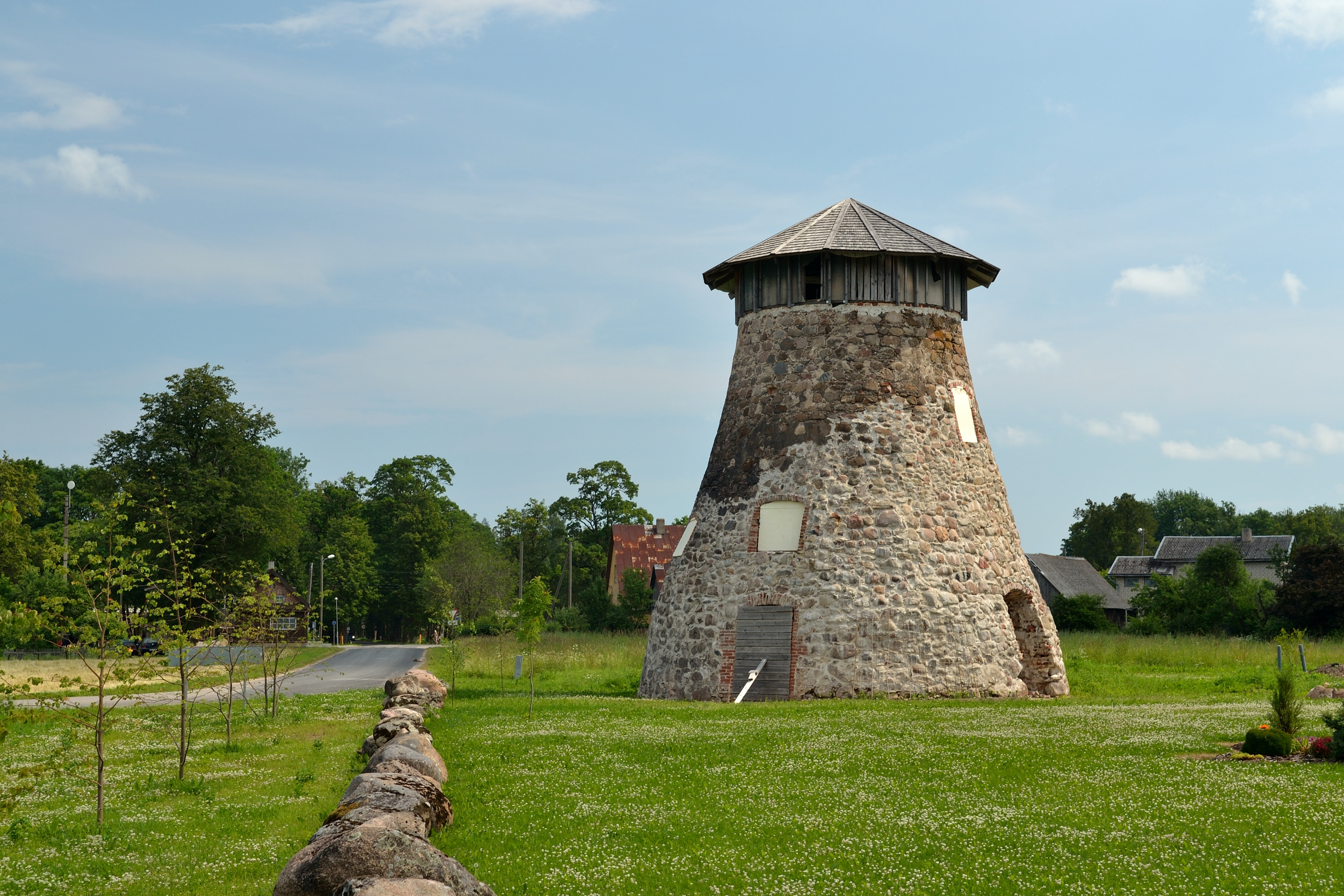
Windmühle
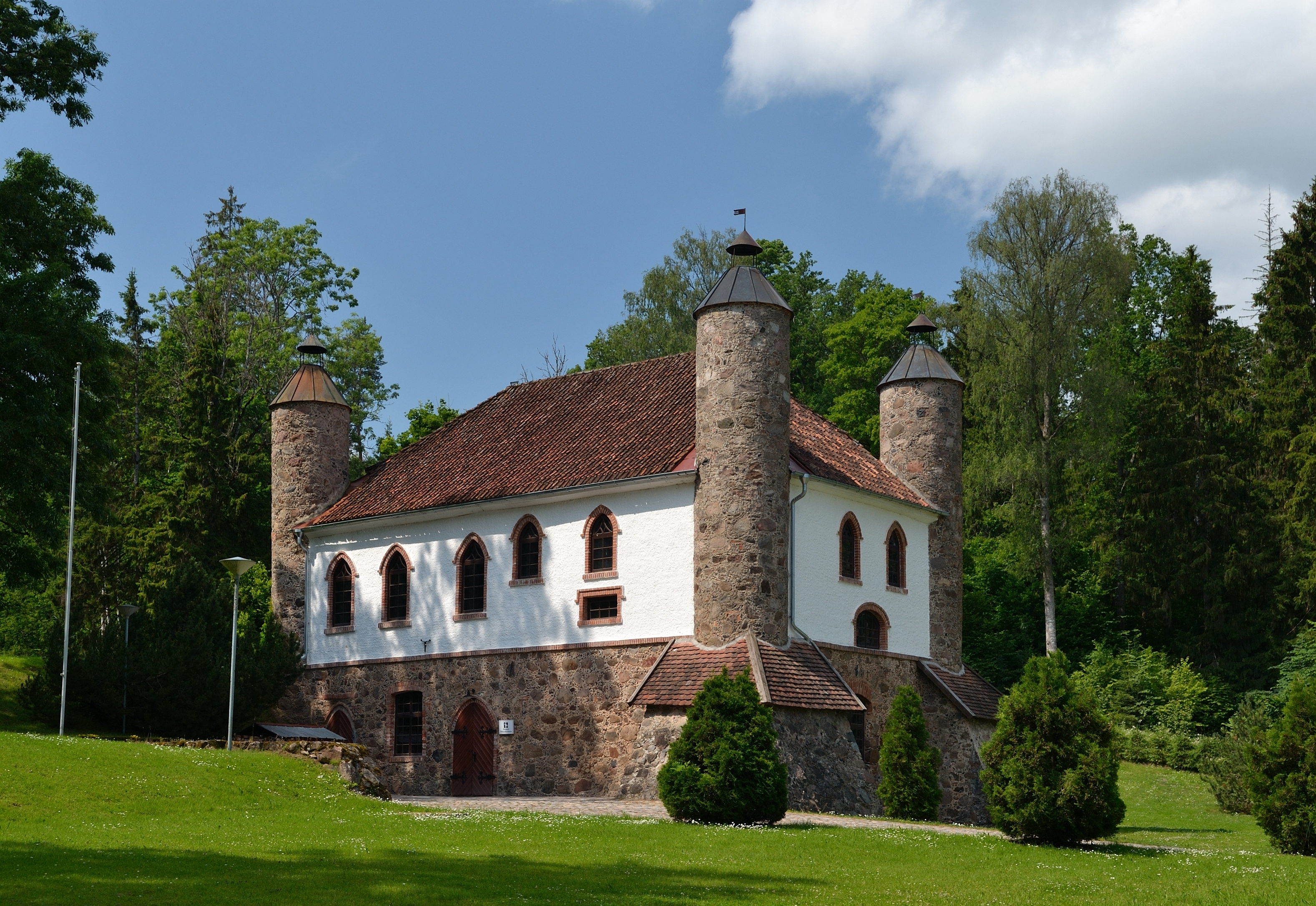
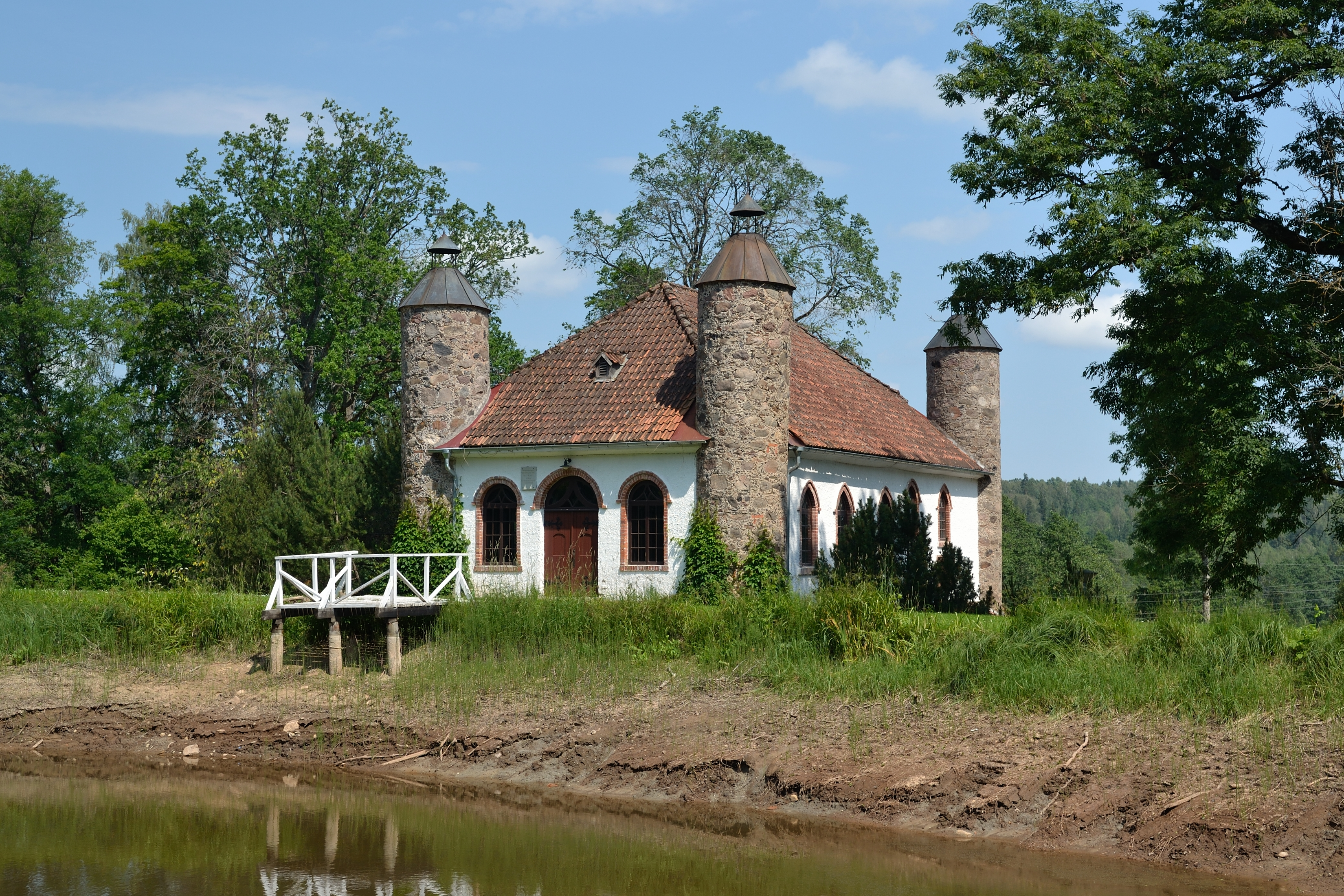
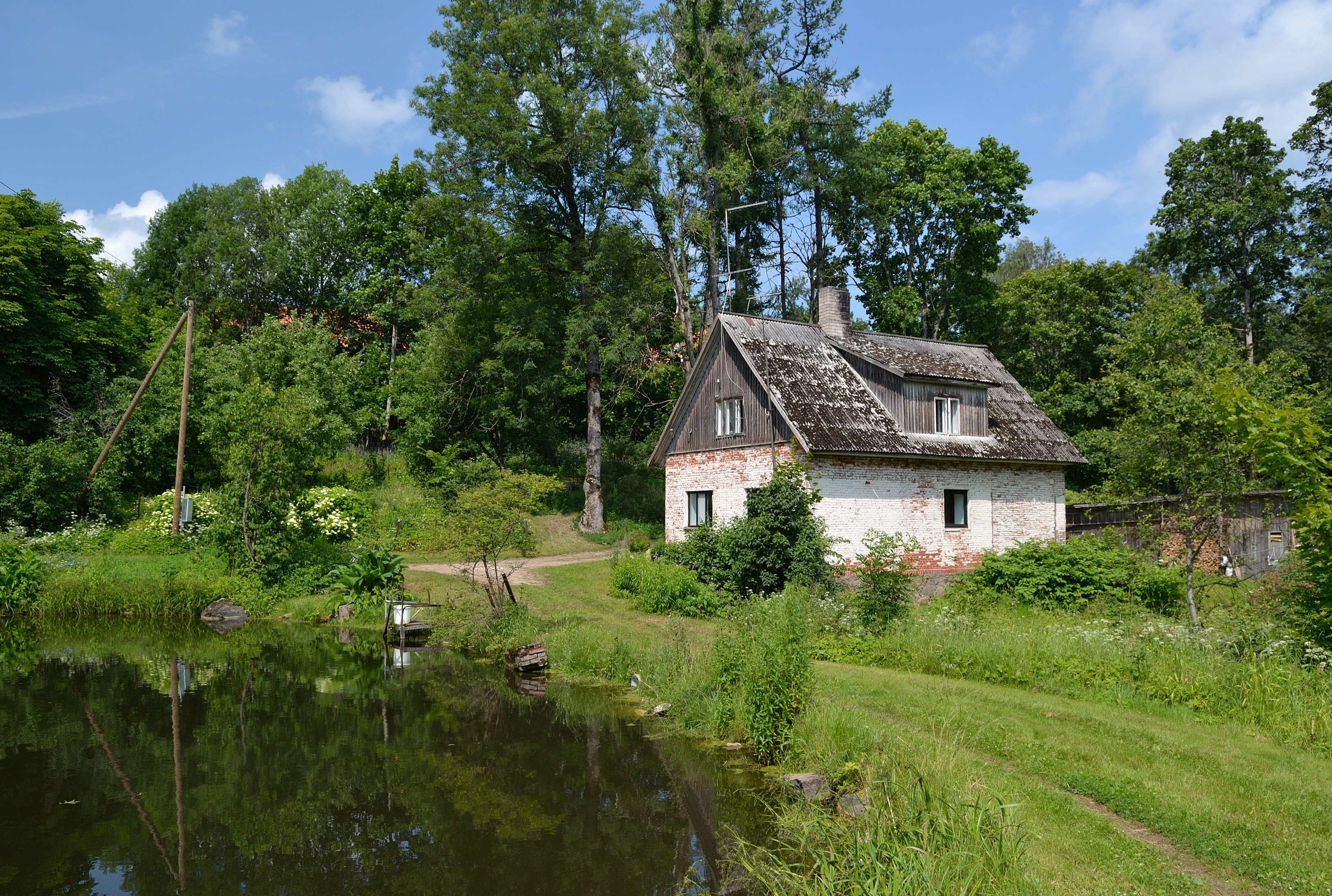
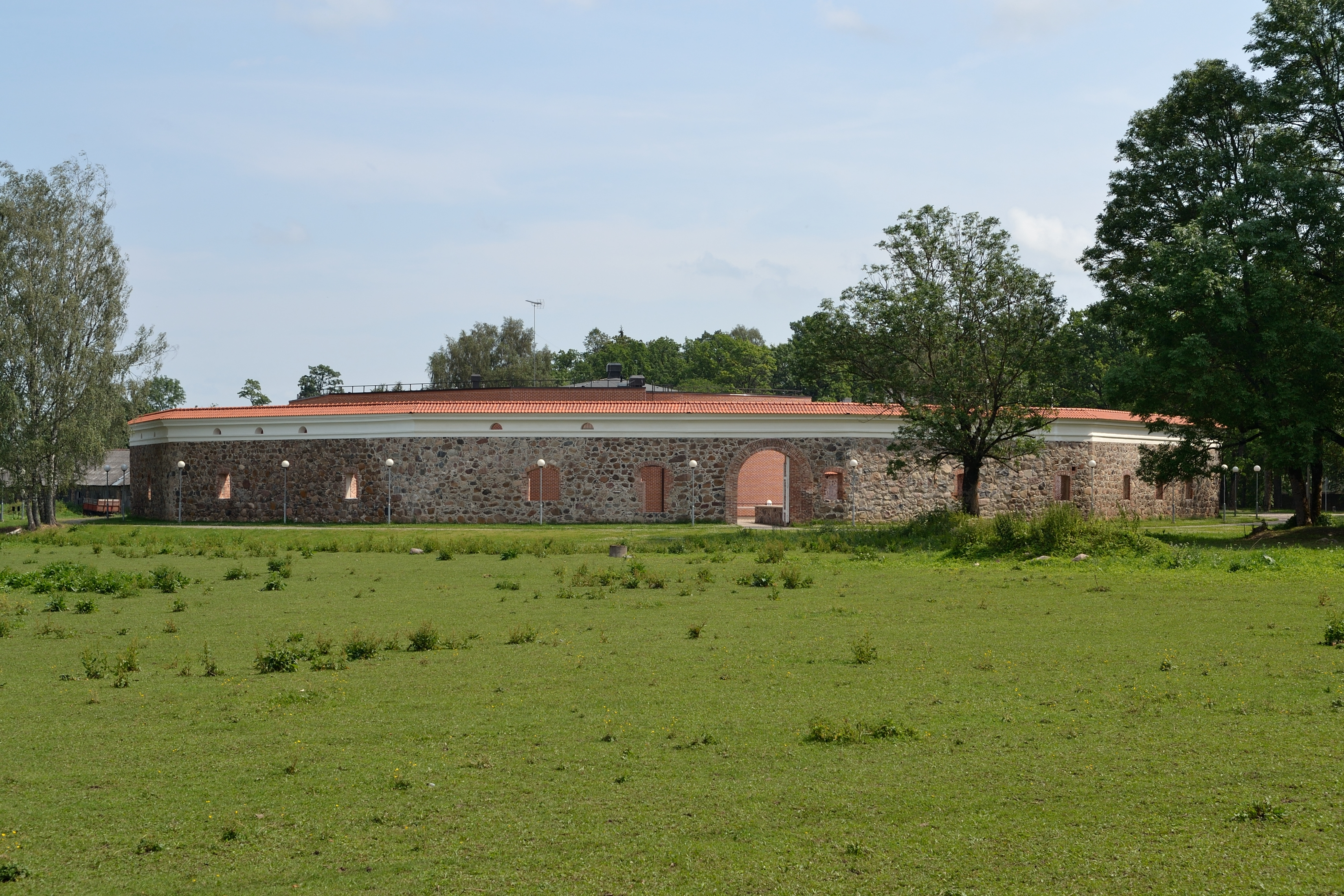
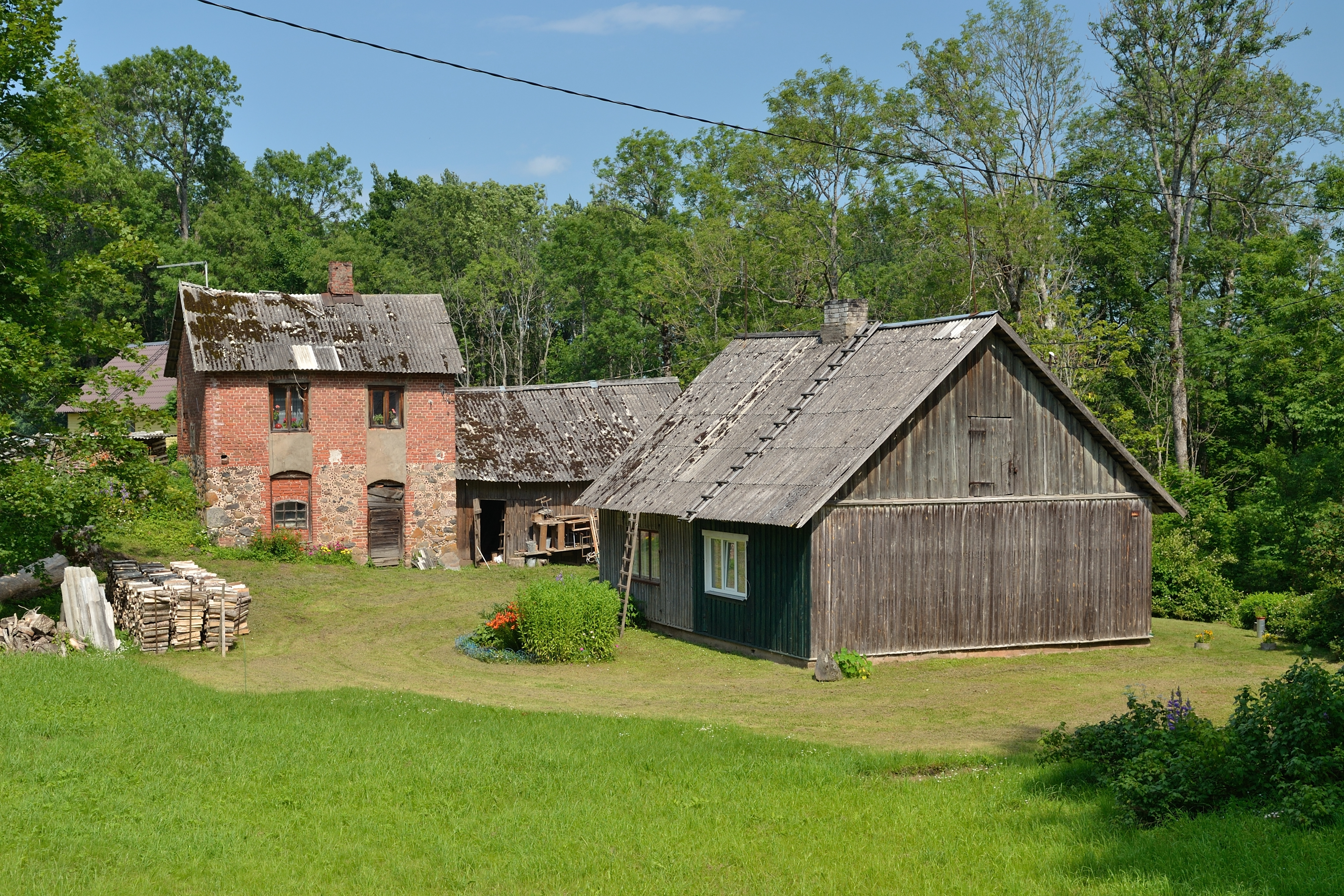
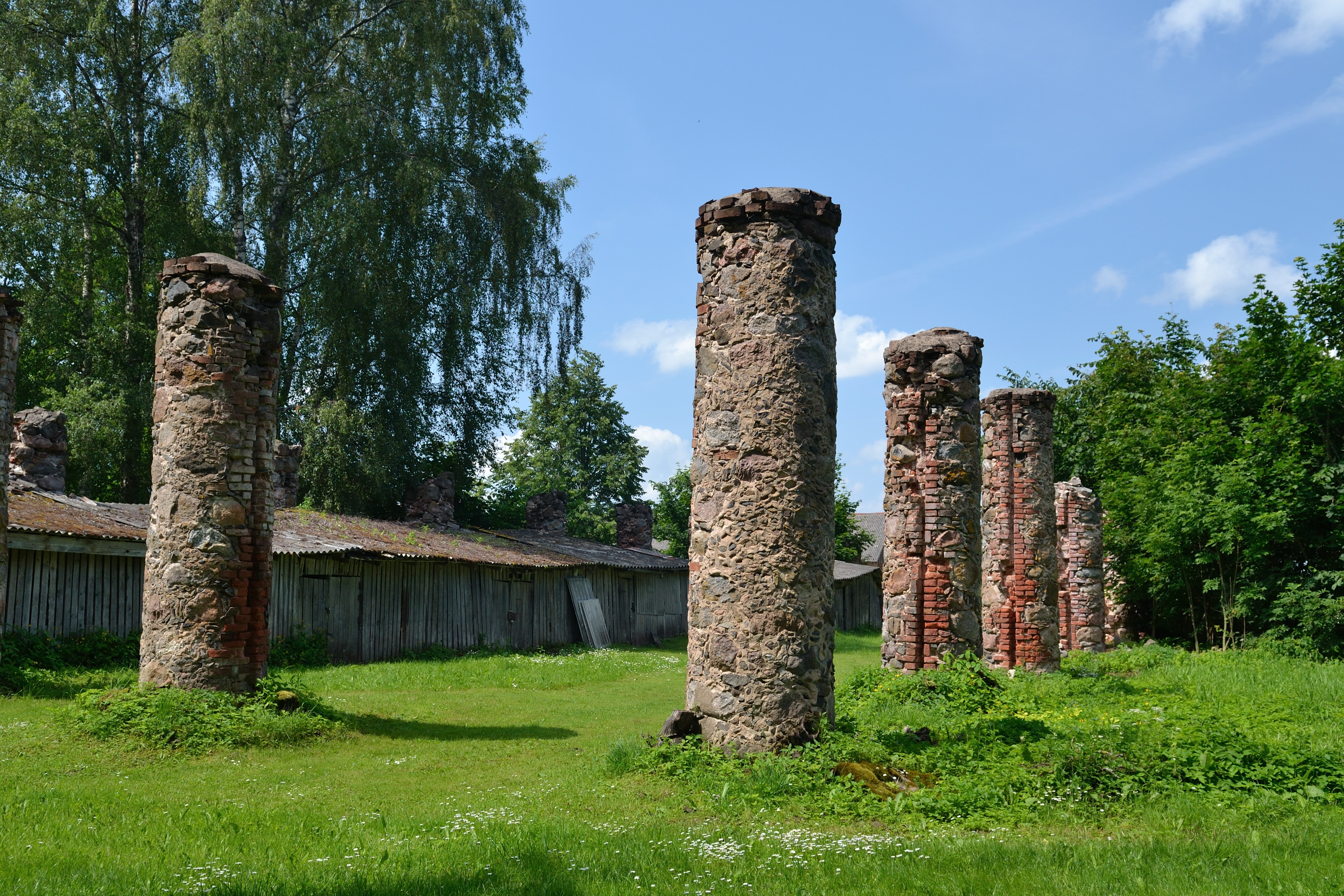
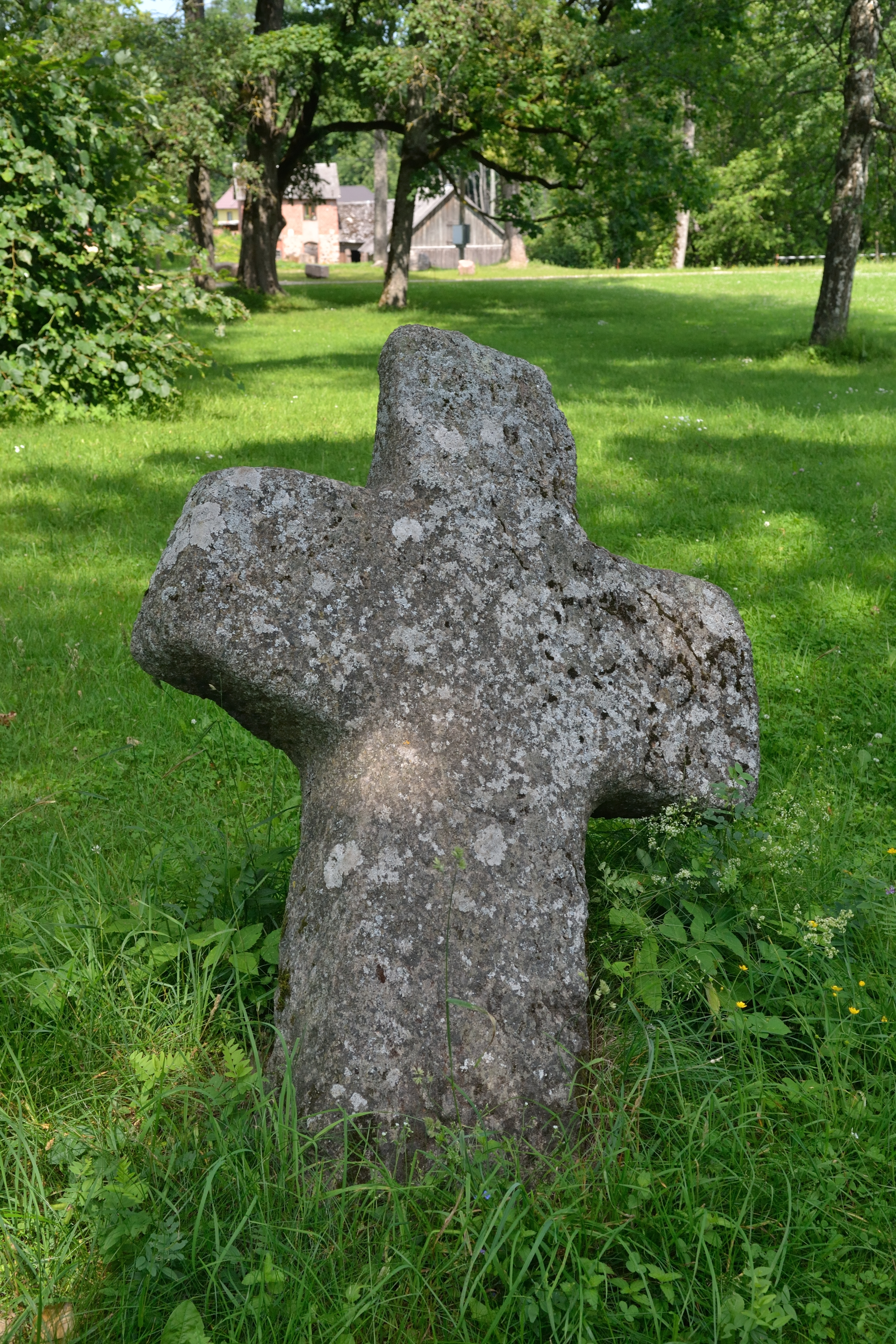

## Persönlichkeiten
- Paul Lang-Kurz (1877–1937), deutscher Maler und Kunstgewerbler